# براغانسا (البرازيل)
براغانسا هي بلدية في البرازيل، تتبع بارا، بلغ عدد سكانها 122.881  نسمة في 2016، تبلغ مساحتها 2,090.234 كيلومتر مربع.

## الموقع
تشترك في الحدود مع:
- Tracuateua [الإنجليزية]‏.

## أعلام
- لوكاس غوميش دا سيلفا